# Francesco Carabelli
Francesco Carabelli (Obino, 1737 – Obino, 1798) è stato uno scultore svizzero.

## Biografia

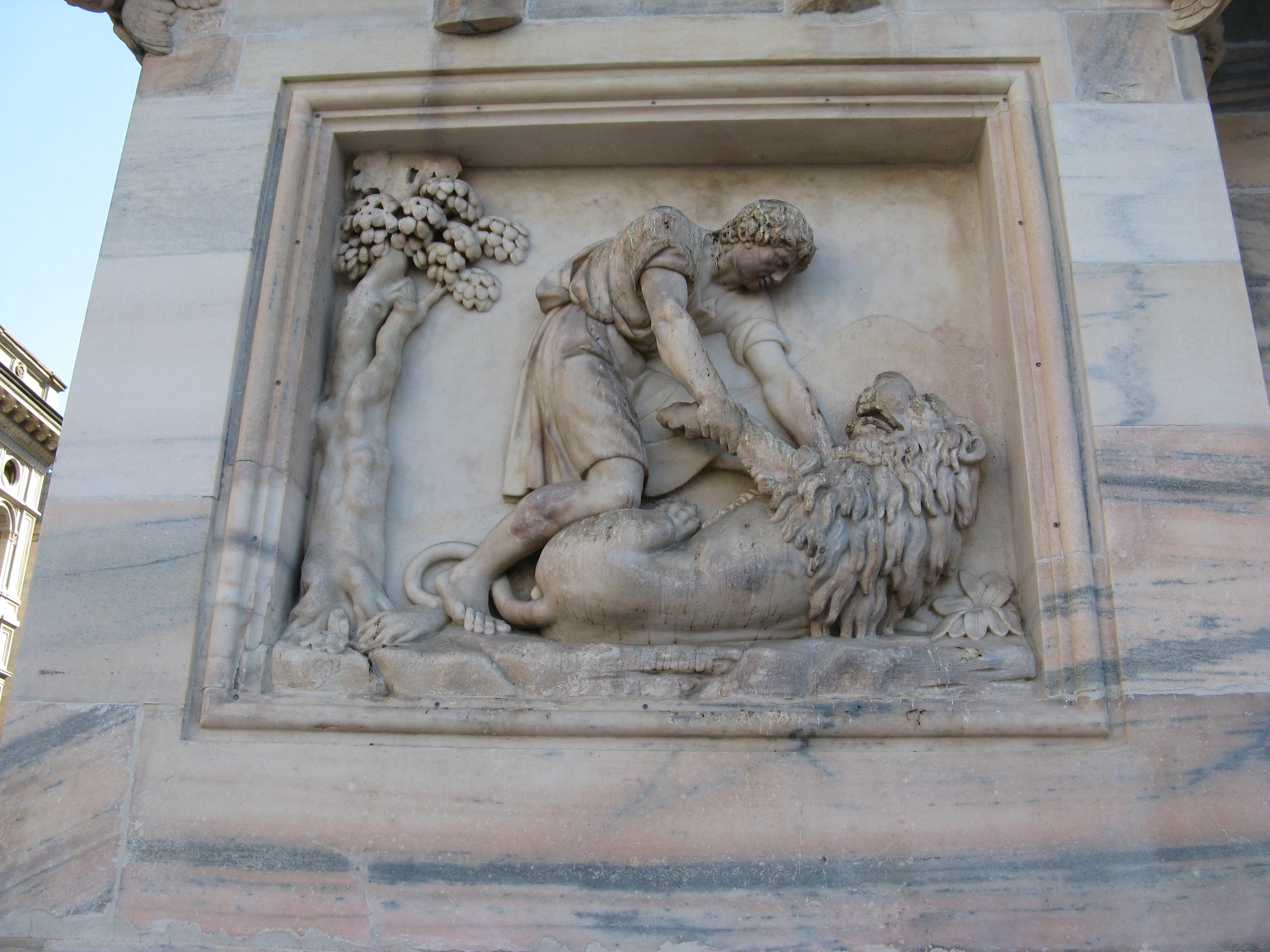
Sansone e il leone, Duomo di Milano

Francesco Carabelli discendette da una famiglia di scultori e stuccatori ticinesi attivi in Italia e all'estero, in Portogallo, in Germania, in Austria, in Inghilterra, il cui capostipite fu Antonio Carabelli.
Francesco fu allievo dapprima del padre, Giovanni Albino, successivamente a Milano di Carlo Maria Giudici, con il quale seguì la corrente neoclassica dell'arte, come evidenziano alcune sue opere principali: il bassorilievo raffigurante la storia della Lega Lombarda, sulla facciata del Palazzo Serbelloni in Milano, realizzato assieme al nipote Donato Carabelli, e le sue statue per la Villa Olmo, in Como (dal 1782).
Francesco e suo nipote Donato lavorarono spesso in coppia alla Veneranda Fabbrica del Duomo di Milano, dove si misero in evidenza per i bassorilievi rappresentanti Gli esploratori che ritornano dalla terra promessa, Daniele nella fossa dei leoni, per le statue e le cariatidi.
Francesco Carabelli fu anche attivo in Germania dove eseguì urne di marmo con bassorilievi nel parco di Schwetzingen.

## Opere
- Bassorilievo raffigurante la storia della Lega Lombarda, sulla facciata del Palazzo Serbelloni in Milano;
- Statue per Villa Olmo, in Como (dal 1782);
- Bassorilievo Gli esploratori che ritornano dalla terra promessa per la Veneranda Fabbrica del Duomo di Milano;
- Bassorilievo Daniele nella fossa dei leoni per la Veneranda Fabbrica del Duomo di Milano.